# أهارون زويرا
أهارون ويلسون زويرا هو مؤرخ أمريكي مختص في الحركات الاجتماعية الحديثة، وهو من مواليد 5 مارس 1969، ويختص بالقضايا الطبية المعاصرة، وقضايا مكافحة الجريمة.

## مقدمة حياته
ولد أهارون زوريا أرون جيمس ألكسندر ويلسون في 5 مارس 1969، في هيوستن تكساس، وهو الأصغر بين ثلاثة أطفال لبارتون تايلور ويلسون جونيور وباتريشيا آن ويلسون (ني فورسلوند). تميزت طفولته بالسفر المتكرر، فقبل أن يبلغ من العمر عامًا، انتقلت عائلته من هيوستن إلى أنكوريج، وإلى ألاسكا، وفي سن الخامسة، انتقلوا إلى تاكوما، واشنطن، بينما كان والده يدرس في كلية الحقوق. بعد خمس سنوات، انتقلوا إلى كفر شاباد في إسرائيل ثم إلى شيكو، وكاليفورنيا، وقبل أن يستقروا في النهاية في أنكوريج، وألاسكا.

## التحول الديني
كان الدافع وراء الكثير من أسفار الأسرة هو القناعة الدينية، وقد تحوّل والدا زوريا إلى اليهودية الإصلاحية قبل ولادته. ولكن بعد عشر سنوات انتقلت العائلة بأكملها إلى اليهودية الشاسيدية. في عام 1980، غيروا اسم العائلة قانونيًا من ويلسون إلى زوريا (ويعني زارع البذور)، ثم انتقلوا إلى إسرائيل. كانوا يعتزمون الهجرة والبقاء في الأراضي اليهودية المقدسة مدى الحياة. غيّر بارتون اسمه إلى موشيه كالبرج زوريا، وغيّرت باتريشيا اسمها إلى ريفكا تشانا زوريا، وغيّر شقيقيه الأكبر اسميهما من بارتون تايلور ويلسون الثالث إلى أبراهام بارتون زوريا، ومن ديريك ليلاند ويلسون إلى إسحاق ديريك زوريا، وظل اسم أرون كما هو مع تغيير إملائي فقط. انتقلت العائلة إلى قرية كفار حباد في إسرائيل، وهي أحد مركزي التشايدية (الآخر في كراون هايتس وبروكلين)، إذ حضر موشيه وأخوته الأكبر مدرسة يشيفا أور تميم. قبل فترة وجيزة من عيد ميلاد زوريا الثالث عشر، اعتنق موشيه زوريا المسيحية، واتبعت الأسرة بأكملها خطته. بعد أقل من عام من وصولهم إلى إسرائيل، عادت عائلة زوريا إلى الولايات المتحدة، وحافظت على تغيير الاسم. أصبحت قصة التحول الديني للأسرة موضوع العديد من المحاضرات وكتاب قادم.

## تعليمه
بعد العديد من السنوات في تشيكو, وشيكاغو. عادت عائلة زويرا إلى أنكورج في ألاسكا، حيث بقي والديه وأخوته. التحق زويرا بمدرسة بارتلت الثانوية، ثم تخرج بشهادة البكالوريوس في التاريخ من جامعة ألاسكا أنكوريج. عام 1987, حصل على شهادة الماجستير في تاريخ الدبلوماسية من جامعة بوردو الأمريكية عام 1993، حيث درس على يد جون تيفورد. بعد عملة في التدريس مدة 5 سنوات، التحق زويرا بجامعة سانت لويس، وحصل على الدكتوراه في عام 2005 تحت تعليم دونالد كريتشلو.  

## الحياة المهنية
بين حصوله على الماجستير والدكتوراه، عمل زوريا في التدريس في العديد من المدارس الثانوية، ومنها أكاديمية الوردية المقدسة (أنكوراج، ألاسكا)، وأكاديمية إنترلوشين للفنون (ميشيغان). في خريف 2004 عيِّن زوريا أستاذًا مشاركًا في حرم ريتشلاند الجامعي داخل كليات جامعة ويسكونسن. حصل على درجة أستاذ عام 2014 بعد نشر كتابه الثالث، وعمل في قسم التاريخ في جامعة ويسكونسن - بلاتفيل. في عام 2008، أسس زويرا مشروع ريتشلاند للتراث, وهو معهد محلي يقع في بلاتيفيل ريتشلاند، متخصص في جمع وترتيب القصص الشفوية المحلية. في عام 2012، انتخب في مجلس الأمناء لجمعية ويسكونسن التاريخية. 
كتب زوريا العديد من الكتب وأكثر من 60 مقالة وفصلًا عن التاريخ الرئاسي والحركات السياسية، وتاريخ السياسة، والتاريخ المحلي، والتاريخ الديني - الفكري. تشمل كتبه تحديد النسل (القضايا الصحية والطبية اليوم). أصدر من (مطبعة غرينوود، 2012). والمنشطات (القضايا الصحية والطبية اليوم)، أصدر من (مطبعة غرينوود ، 2014). والبحث عن ينبوع الشباب والعلم والجدل وراء إطالة الحياة وخداع الموت، كذلك أصدِر من (مطبعة غرينوود 2017 ).

## حياته الشخصية
تزوج أهارون زوريا من ديبي آن زوريا (ني ساندر) في 19 يوليو 1997، بينما كانا يدرسان في أكاديمية إنترلوشين للفنون. بقيا متزوجين مدة 17 عاماً ولديهما طفلان، جاكوب أهارون أوغسطين، وجونا تشارلز أثناسيوس. شخصت ديبي بأنها مصابة بسرطان الثدي في المرحلة الرابعة في عام 2008، وبعد نحو سبع سنوات، توفيت في 16 يوليو 2014. تزوج أهارون لاحقًا من صديقة العائلة إميلي لورا زوريا (ني ريبهان) في 18 يوليو 2015.